# Delis Vargas
Delis Vargas, vollständiger Name Delis Matías Vargas Blanco, (* 25. Oktober 1994 in Tacuarembó) ist ein uruguayischer Fußballspieler.

## Karriere
Der 1,85 Meter große Offensivakteur Vargas spielte im Jugendfußball 2008 in der Septima División und der Sexta División für den Tacuarembó FC. Anschließend war er von 2009 bis 2014 im Bereich der OFI aktiv. Ab 2014 gehörte er dem Kader der Reserve (Formativas) Juventuds in der Tercera División an. Sein erstes Pflichtspiel im Profifußball absolvierte er für Juventud am 28. August 2015 im Rahmen der Copa Sudamericana gegen CS Emelec. In der 71. Spielminute wurde er von Trainer Jorge Giordano für Gastón Puerari eingewechselt. Sein Debüt in der Primera División feierte er am 2. September 2015 bei der 0:3-Heimniederlage im Spiel gegen den Club Atlético Rentistas, als er ebenfalls in der 71. Spielminute für Puerari das Spielfeld betrat. In der Spielzeit 2015/16 kam er in 19 Erstligapartien (zwei Tore) und einer Begegnung (kein Tor) der Copa Sudamericana 2015 zum Einsatz. Während der Saison 2016 absolvierte er 14 Ligaspiele (drei Tore). In der laufenden Spielzeit 2017 folgte bislang (Stand: 9. Februar 2017) ein Erstligaeinsatz (kein Tor).